# Records d'Amérique du Sud d'athlétisme
Les records d'Amérique du Sud d'athlétisme sont les meilleures performances réalisées par des athlètes de pays membres de la Confédération sud-américaine d'athlétisme (CONSUDATLE) sous la tutelle de World Athletics.

## Records d'Amérique du Sud

### Hommes
| Discipline              | Performance | Athlète                                                                                        | Compétition                               | Lieu                  | Date              | Réf.   |
| ----------------------- | --- | ---------------------------------------------------------------------------------------------- | ----------------------------------------- | --------------------- | ----------------- | ------ |
| 100 m                   | 9 s 96 (+1,0 m/s) | Felipe Bardi                                                                                   | Troféu Bandeirantes                       | Sao Bernardo do Campo | 9 septembre 2023  |        |
| 200 m                   | 19 s 81 (- 0,3 m/s) | Alonso Edward                                                                                  | Championnats du monde                     | Berlin                | 20 août 2009      | [ 1 ]  |
| 400 m                   | 43 s 93 | Anthony Zambrano                                                                               | Jeux olympiques                           | Tokyo                 | 2 août 2021       | [ 2 ]  |
| 800 m                   | 1 min 41 s 77 | Joaquim Cruz                                                                                   | Meeting ASV                               | Cologne               | 26 août 1984      |        |
| 1 000 m                 | 2 min 14 s 09 | Joaquim Cruz                                                                                   | Meeting Nikaïa                            | Nice                  | 20 août 1984      |        |
| 1 500 m                 | 3 min 33 s 25 | Hudson de Souza                                                                                | Meeting de Rieti                          | Rieti                 | 28 août 2005      |        |
| Mile                    | 3 min 51 s 05 | Hudson de Souza                                                                                | Bislett Games                             | Oslo                  | 29 juillet 2005   |        |
| 2 000 m                 | 5 min 3 s 34 | Hudson de Souza                                                                                |                                           | Manaus                | 6 avril 2002      |        |
| 3 000 m                 | 7 min 37 s 15 | Santiago Catrofe                                                                               | Mémorial Hanžeković                       | Zagreb                | 10 septembre 2023 | [ 3 ]  |
| 5 000 m                 | 13 min 11 s 57 | Federico Bruno                                                                                 | Payton Jordan Invitational                | Stanford              | 21 avril 2023     | [ 4 ]  |
| 5 km                    | 13 min 30 s | Valdenor Pereira dos Santos                                                                    | World's Fastest 5K                        | Carlsbad              | 2 avril 1995      |        |
| 10 000 m                | 27 min 28 s 12 | Marílson Gomes dos Santos                                                                      |                                           | Neerpelt              | 2 juin 2007       |        |
| 10 km                   | 27 min 48 s | Marílson Gomes dos Santos                                                                      | Championnats du monde de course sur route | Udine                 | 14 octobre 2007   |        |
| Semi-marathon           | 59 min 33 s | Marílson Gomes dos Santos                                                                      | Championnats du monde de course sur route | Udine                 | 14 octobre 2007   | [ 6 ]  |
| Marathon                | 2 h 4 min 51 | Daniel do Nascimento                                                                           | Marathon de Séoul                         | Séoul                 | 17 avril 2022     | [ 7 ]  |
| 110 m haies             | 13 s 17 (+0,4 m/s) | Rafael Pereira                                                                                 | Championnats du Brésil                    | Rio de Janeiro        | 23 juin 2022      |        |
| 400 m haies             | 46 s 29 | Alison dos Santos                                                                              | Championnats du monde                     | Eugene                | 19 juillet 2022   |        |
| 3 000 m steeple         | 8 min 14 s 41 | Wander Moura                                                                                   | Jeux panaméricains                        | Mar del Plata         | 22 mars 1995      |        |
| 20 000 m marche (piste) | 1 h 20 min 13 s 68 | Caio Bonfim                                                                                    |                                           | Bragança Paulista     | 25 avril 2021     | [ 8 ]  |
| 20 km marche (route)    | 1 h 17 min 21 s | Jefferson Pérez                                                                                | Championnats du monde                     | Paris                 | 23 août 2003      |        |
| 35 km marche (route)    | 2 h 24 min 34 s | Brian Pintado                                                                                  | Championnats du monde                     | Budapest              | 24 août 2023      |        |
| 50 000 m marche (piste) | 3 h 57 min 58 s 0 | Cláudio dos Santos                                                                             |                                           | Blumenau              | 20 septembre 2008 |        |
| 50 km marche (route)    | 3 h 42 min 57 s | Andrés Chocho                                                                                  |                                           | Ciudad Juárez         | 6 mars 2016       |        |
| Saut en hauteur         | 2,33 m A | Gilmar Mayo                                                                                    |                                           | Pereira               | 17 octobre 1994   |        |
| Saut à la perche        | 6,03 m | Thiago Braz da Silva                                                                           | Jeux olympiques                           | Rio de Janeiro        | 13 août 2016      | [ 9 ]  |
| Saut en longueur        | 8,73 m (+ 1,2 m/s) | Irving Saladino                                                                                | Fanny Blankers-Koen Games                 | Hengelo               | 24 mai 2008       | [ 10 ] |
| Triple saut             | 17,90 m (+ 0,4 m/s) | Jadel Gregório                                                                                 |                                           | Belém                 | 20 mai 2007       | [ 11 ] |
| Lancer du poids         | 22,61 m | Darlan Romani                                                                                  | Prefontaine Classic                       | Palo Alto             | 30 juin 2019      | [ 12 ] |
| Lancer du disque        | 70,29 m | Mauricio Ortega                                                                                |                                           | Lovelhe               | 22 juillet 2020   | [ 13 ] |
| Lancer du marteau       | 78,63 m | Wagner Domingos                                                                                | Championnats de Slovénie                  | Celje                 | 19 juin 2016      | [ 14 ] |
| Lancer du javelot       | 85,11 m | Pedro Henrique Rodrigues                                                                       | Championnats ibéro-américains             | Cuiabá                | 12 mai 2024       |        |
| Décathlon               | 8 393 pts | Carlos Chinin                                                                                  | Championnats du Brésil                    | São Paulo             | 7-8 juin 2013     | [ 15 ] |
| Décathlon               | 10 s 85 (+0,5 m/s) (100 m), 7,55 m (+0,9 m/s) (longueur), 15,28 m (poids), 2,04 m (hauteur), 48 s 18 (400 m) / 14 s 08 (+1,0 m/s) (110 m haies), 42,46 m (disque), 4,90 m (perche), 59,58 m (javelot), 4 min 34 s 77 (1 500 m) |                                                                                                |                                           |                       |                   |        |
| 4 × 100 m               | 37 s 72 | Brésil Rodrigo do Nascimento Vítor Hugo dos Santos Derick Silva Paulo André Camilo de Oliveira | Championnats du monde                     | Doha                  | 5 octobre 2019    |        |
| 4 × 200 m               | 1 min 24 s 42 | Guyana Adam Harris Winston George Jeremy Bascom Stephan James                                  | Penn Relays                               | Philadelphie          | 25 avril 2015     | [ 16 ] |
| 4 × 400 m               | 2 min 58 s 56 | Brésil Eronilde de Araújo Cleverson da Silva Claudinei da Silva Sanderlei Parrela              | Jeux panaméricains                        | Winnipeg              | 30 juillet 1999   | ,      |

### Femmes
| Discipline            | Performance | Athlète                                                                        | Compétition                                   | Lieu                  | Date              | Réf.   |
| --------------------- | --- | ------------------------------------------------------------------------------ | --------------------------------------------- | --------------------- | ----------------- | ------ |
| 100 m                 | 10 s 91 (- 0,2 m/s) | Rosângela Santos                                                               | Championnats du monde                         | Londres               | 6 août 2017       |        |
| 200 m                 | 22 s 47 (+ 1,4 m/s) | Vitória Cristina Rosa                                                          | Championnats du monde                         | Eugene                | 19 juillet 2022   | [ 19 ] |
| 400 m                 | 49 s 64 | Ximena Restrepo                                                                | Jeux olympiques                               | Barcelone             | 5 août 1992       |        |
| 800 m                 | 1 min 56 s 68 | Letitia Vriesde                                                                | Championnats du monde                         | Göteborg              | 13 août 1995      |        |
| 1 000 m               | 2 min 32 s 25 | Letitia Vriesde                                                                | ISTAF Berlin                                  | Berlin                | 10 septembre 1991 |        |
| 1 500 m               | 4 min 05 s 67 | Letitia Vriesde                                                                | Championnats du monde                         | Tokyo                 | 31 août 1991      |        |
| Mile                  | 4 min 27 s 41 | Joselyn Brea                                                                   | Meeting Herculis                              | Monaco                | 21 juillet 2023   |        |
| 2 000 m               | 5 min 59 s 96 | Niusha Mancilla                                                                |                                               | Rivas-Vaciamadrid     | 10 juin 2004      |        |
| 3 000 m               | 8 min 43 s 26 | Joselyn Brea                                                                   | Mémorial Kamila Skolimowska                   | Chorzów               | 16 juillet 2023   |        |
| 5 000 m               | 14 min 47 s 76 | Joselyn Brea                                                                   | Track Festival                                | Walnut                | 6 mai 2023        |        |
| 5 km                  | 15 min 39 s | Carmen de Oliveira                                                             |                                               | Albany                | 6 juin 1992       |        |
| 10 000 m              | 31 min 33 s 07 | Florencia Borelli                                                              | The TEN                                       | San Juan Capistrano   | 16 mars 2024      | [ 20 ] |
| 10 km                 | 31 min 44 s | Thalía Valdivia                                                                | Adizero: Road to Records                      | Herzogenaurach        | 26 avril 2025     | [ 21 ] |
| Semi-marathon         | 1 h 09 min 28 s | Florencia Borelli                                                              |                                               | Buenos Aires          | 27 août 2023      | [ 22 ] |
| Marathon              | 2 h 24 min 18 s | Florencia Borelli                                                              | Marathon de Séville                           | Séville               | 18 février 2024   | [ 23 ] |
| 100 m haies           | 12 s 71 ( +0,1 m/s) | Maurren Maggi                                                                  | Championnats d'Amérique du Sud                | Manaus                | 19 mai 2001       |        |
| 400 m haies           | 53 s 69 | Gianna Woodruff                                                                | Championnats du monde                         | Eugene                | 20 juillet 2022   |        |
| 3 000 m steeple       | 9 min 24 s 38 | Tatiane Raquel da Silva                                                        | British Milers Club International Grand Prix  | Watford               | 11 juin 2022      | [ 24 ] |
| Saut en hauteur       | 1,96 m | Solange Witteveen                                                              |                                               | Oristano              | 8 septembre 1997  |        |
| Saut à la perche      | 4,87 m | Fabiana Murer                                                                  | Championnats du Brésil                        | São Bernardo do Campo | 3 juillet 2016    | [ 25 ] |
| Saut en longueur      | 7,26 m (+ 1,8 m/s) | Maurren Maggi                                                                  | Championnats d'Amérique du Sud                | Bogota                | 26 juin 1999      |        |
| Triple saut           | 15,74 m (i) | Yulimar Rojas                                                                  | Championnats du monde en salle                | Belgrade              | 20 mars 2022      |        |
| Lancer du poids       | 19,30 m A | Elisângela Adriano                                                             |                                               | Tunja                 | 14 juillet 2001   |        |
| Lancer du disque      | 65,34 m | Andressa de Morais                                                             | Jornadas de Lançamentos                       | Leiria                | 26 juin 2019      |        |
| Lancer du marteau     | 73,74 m | Jennifer Dahlgren                                                              | Rumbo al Nacional                             | Buenos Aires          | 10 avril 2010     | [ 26 ] |
| Lancer du javelot     | 65,47 m | Flor Denis Ruíz                                                                | Championnats du monde                         | Budapest              | 25 août 2023      |        |
| Heptathlon            | 6 346 pts | Evelis Aguilar                                                                 | Championnats de Colombie d'épreuves combinées | Ibagué                | 14 mars 2021      | [ 27 ] |
| Heptathlon            | 13 s 88 (-0,1 m/s) (100 m haies), 1,71 m (hauteur), 14,31 m (poids), 23 s 75 (+1,3 m/s) (200 m) / 6,51 m (+0,1 m/s) (longueur), 43,92 m (javelot), 2 min 13 s 71 (800 m) |                                                                                |                                               |                       |                   |        |
| 20 000 marche (piste) | 1 h 29 min 7 s 5 | Mary Luz Andia                                                                 | Championnats d'Amérique du Sud                | São Paulo             | 29 juillet 2023   |        |
| 20 km marche (route)  | 1 h 25 min 29 s | Glenda Morejón                                                                 |                                               | La Corogne            | 8 juin 2019       | [ 28 ] |
| 35 km marche (route)  | 2 h 37 min 44 s | Kimberly García                                                                | Dudinska 50                                   | Dudince               | 25 mars 2023      | [ 29 ] |
| 50 km marche (route)  | 4 h 11 min 12 s | Johana Ordóñez                                                                 | Jeux panaméricains                            | Lima                  | 11 août 2019      | [ 30 ] |
| 4 × 100 m             | 42 s 29 | Brésil Evelyn dos Santos Ana Claudia Silva Franciela Krasucki Rosângela Santos | Championnats du monde                         | Moscou                | 18 août 2013      |        |
| 4 × 400 m             | 3 min 26 s 68 | Brésil Geisa Coutinho Bárbara de Oliveira Joelma Sousa Jailma de Lima          | Troféu Brasil de Atletismo                    | São Paulo             | 7 août 2011       | [ 31 ] |

### Mixte
| Discipline | Performance   | Athlète                                                                            | Compétition                    | Lieu      | Date            | Réf. |
| ---------- | ------------- | ---------------------------------------------------------------------------------- | ------------------------------ | --------- | --------------- | ---- |
| 4 × 400 m  | 3 min 14 s 79 | Colombie Jhon Alejandro Perlaza Lina Esther Licona Anthony Zambrano Evelis Aguilar | Championnats d'Amérique du Sud | São Paulo | 28 juillet 2023 |      |

## Records d'Amérique du Sud en salle

### Hommes
| Discipline       | Performance | Athlète                                                                  | Compétition | Lieu                                               | Date                                                                       | Réf.   |
| ---------------- | --- | ------------------------------------------------------------------------ | --- | -------------------------------------------------- | -------------------------------------------------------------------------- | ------ |
| 50 m             | 5 s 75 | Vicente de Lima                                                          | Meeting du Pas-de-Calais | Liévin                                             | 10 février 2009                                                            |        |
| 60 m             | 6 s 52 | José Carlos Moreira                                                      | | Paris                                              | 13 février 2009                                                            |        |
| 200 m            | 20 s 65 | Robson da Silva                                                          | | Sindelfingen                                       | 26 février 1989                                                            |        |
| 400 m            | 46 s 07 | Jhon Perlaza                                                             | Championnats NCAA | Birmingham                                         | 8 mars 2019                                                                | [ 32 ] |
| 800 m            | 1 min 45 s 43 | José Luíz Barbosa                                                        | | Le Pirée                                           | 8 mars 1989                                                                |        |
| 1 000 m          | 2 min 16 s 99 | Joaquim Cruz                                                             | Sparkassen-Cup | Stuttgart                                          | 12 février 1989                                                            |        |
| 1 500 m          | 3 min 38 s 03 | Federico Bruno                                                           | Míting Internacional de Catalunya                                                                                           | Sabadell                                           | 8 février 2022                                                             | [ 33 ] |
| Mile             | 3 min 56 s 26 | Hudson de Souza                                                          | Tyson Invitational | Fayetteville                                       | 10 février 2001                                                            |        |
| 2 000 m          | 5 min 9 s 61 | Federico Bruno                                                           | | Bordeaux                                           | 26 janvier 2013                                                            | [ 34 ] |
| 3 000 m          | 7 min 47 s 21 | Federico Bruno                                                           | Meeting Internacional Ciudad de Valencia                                                                                    | Valence                                            | 25 janvier 2023                                                            |        |
| 5 000 m          | 13 min 42 s 54 | Antonio Silio                                                            | | Saint-Sébastien                                    | 20 février 1990                                                            |        |
| 50 m haies       | 6 s 57 | Redelén dos Santos                                                       | | Groningue                                          | 28 janvier 2006                                                            |        |
| 60 m haies       | 7 s 58 | Rafael Pereira                                                           | ISTAF Indoor Meeting de Mondeville Meeting de l’Eure Championnats d'Amérique du Sud en salle Championnats du monde en salle | Berlin Mondeville Val-de-Reuil Cochabamba Belgrade | 4 février 2022 9 février 2022 14 février 2022 20 février 2022 20 mars 2022 |        |
| Saut en hauteur  | 2,31 m | Thiago Moura                                                             | Championnats du monde en salle                                                                                              | Belgrade                                           | 20 mars 2022                                                               | [ 35 ] |
| Saut à la perche | 5,95 m | Thiago Braz da Silva                                                     | Championnats du monde en salle                                                                                              | Belgrade                                           | 20 mars 2022                                                               | [ 36 ] |
| Saut en longueur | 8,42 m | Irving Saladino                                                          | | Athènes                                            | 13 février 2008                                                            |        |
| Triple saut      | 17,56 m | Jadel Gregório                                                           | Championnats du monde en salle                                                                                              | Moscou                                             | 12 mars 2006                                                               |        |
| Lancer du poids  | 22,53 m | Darlan Romani                                                            | Championnats du monde en salle                                                                                              | Belgrade                                           | 19 mars 2022                                                               | [ 37 ] |
| 4 × 400 m        | 3 min 10 s 50 | Brésil Claudinei da Silva Osmar dos Santos Flávio Godoy Geraldo Maranhão | Championnats du monde en salle                                                                                              | Paris                                              | 8 mars 1997                                                                |        |
| Heptathlon       | 5 951 points | Gonzalo Barroilhet                                                       | Championnats NCAA en salle                                                                                                  | Fayetteville                                       | 15 mars 2008                                                               | [ 38 ] |
| Heptathlon       | 7 s 19 (60 m), 7,42 m (longueur), 13,74 m (poids), 2,02 m (hauteur), 7 s 98 (60 m haies), 5,05 m (perche), 2 min 49 s 30 (1 000 m) |                                                                          | |                                                    |                                                                            |        |
| Heptathlon       | 5 951 points | Carlos Chinin                                                            | | Tallinn                                            | 8 février 2014                                                             | [ 39 ] |
| Heptathlon       | 7 s 01 (60 m), 7,41 m (longueur), 14,27 m (poids), 2,01 m (hauteur), 8 s 01 (60 m haies), 4,64 m (perche), 2 min 44 s 88 (1 000 m) |                                                                          | |                                                    |                                                                            |        |
| 5 000 m marche   | 19 min 28 s 87 | Sérgio Galdino                                                           | Championnats du monde en salle                                                                                              | Toronto                                            | 13 mars 1993                                                               |        |

### Femmes
| Discipline       | Performance                                                                                      | Athlète                                                          | Compétition                                   | Lieu         | Date            | Réf.   |
| ---------------- | ------------------------------------------------------------------------------------------------ | ---------------------------------------------------------------- | --------------------------------------------- | ------------ | --------------- | ------ |
| 50 m             | 6 s 31                                                                                           | Jennifer Inniss                                                  |                                               | Daly City    | 11 février 1983 |        |
| 60 m             | 7 s 14                                                                                           | Vitória Cristina Rosa                                            | Championnats du monde en salle                | Belgrade     | 18 mars 2022    | [ 40 ] |
| 200 m            | 23 s 02                                                                                          | Brenessa Thompson                                                | Texas Tech Classic                            | Lubbock      | 26 janvier 2019 | [ 41 ] |
| 400 m            | 51 s 57                                                                                          | Aliyah Abrams                                                    | Championnats du monde en salle                | Belgrade     | 18 mars 2022    | [ 42 ] |
| 800 m            | 1 min 59 s 21                                                                                    | Letitia Vriesde                                                  | Aviva Indoor Grand Prix                       | Birmingham   | 23 février 1997 |        |
| 1 000 m          | 2 min 38 s 30                                                                                    | Letitia Vriesde                                                  | XL Galan                                      | Stockholm    | 25 février 1999 |        |
| 1 500 m          | 4 min 12 s 95                                                                                    | Fedra Luna                                                       | Meeting Internacional Catalunya Pista Coberta | Sabadell     | 28 janvier 2023 | [ 43 ] |
| Mile             | 4 min 38 s 86                                                                                    | Rolanda Bell                                                     |                                               | New York     | 21 janvier 2017 |        |
| 3 000 m          | 8 min 57 s 59                                                                                    | Fedra Luna                                                       | Meeting de l'Eure                             | Val-de-Reuil | 4 février 2023  | [ 44 ] |
| 5 000 m          | 16 min 12 s 58                                                                                   | María Elena Calle                                                |                                               | Fayetteville | 10 mars 2000    |        |
| 60 m haies       | 7 s 91                                                                                           | Yvette Lewis                                                     | Championnats du monde en salle                | Sopot        | 7 mars 2014     |        |
| Saut en hauteur  | 1,94 m                                                                                           | Solange Witteveen                                                |                                               | Brno         | 9 février 2000  |        |
| Saut à la perche | 4,83 m                                                                                           | Fabiana Murer                                                    | Perche Élite Tour                             | Nevers       | 7 février 2015  | [ 45 ] |
| Saut en longueur | 6,89 m                                                                                           | Maurren Maggi                                                    | Championnats du monde en salle                | Valence      | 9 mars 2008     |        |
| Triple saut      | 15,74 m (WR)                                                                                     | Yulimar Rojas                                                    | Championnats du monde en salle                | Belgrade     | 20 mars 2022    | [ 46 ] |
| Lancer du poids  | 18,33 m                                                                                          | Elisângela Adriano                                               |                                               | Le Pirée     | 24 février 1999 |        |
| Pentathlon       | 4 292 points                                                                                     | Vanessa Spínola                                                  |                                               | Tallinn      | 14 février 2016 |        |
| Pentathlon       | 8 s 81 (60 m haies), 1,75 m (hauteur), 13,62 m (poids), 5,87 m (longueur), 2 min 18 s 25 (800 m) |                                                                  |                                               |              |                 |        |
| 3 000 m marche   | 13 min 24 s 95                                                                                   | Miriam Ramón                                                     | Championnats du monde en salle                | Séville      | 9 mars 1991     |        |
| 4 × 400 m        | 3 min 47 s 37                                                                                    | Bolivie Lucía Sotomayor Mariana Arce Tania Guasace Cecilia Gómez | Championnats d'Amérique du Sud en salle       | Cochabamba   | 20 février 2022 |        |